# 뇨룬
뇨룬(고대 노르드어: Njǫrun)은 노르드 신화의 여신이다. 스노리 스투를루손의 《신 에다》 중 〈시어법〉에 있는 아쉬뉴르 27여신의 명단에 올라와 있는데, 그것 이상의 정보는 전혀 없다.
"뇨룬"이라는 이름은 코르마크 오그문다르손, 흐라픈 오눈다르손, 로근발드 칼리 등의 스칼드 시가 및 〈크라카가 말하기를〉, 《이슬렌딩가 사가》, 《브렌누 냘의 사가》, 《하르다르 사가》 등에서 "여성"을 의미하는 케닝으로 사용되었다. 기슬리 수르손과 뵤른 브레이드비킹가카피의 시에서는 "불의 뇨룬"이란 뜻의 "엘드뇨룬"(Eld-Njǫrun)이 여성을 가리키는 케닝으로 사용된다. 한편 뵤른 히트델라카피의 시에서는 의미가 불명확한 "홀뇨룬"(hól-Njǫrun)이라는 케닝이 나온다. 《고 에다》 중 〈알비스가 말하기를〉에서 "꿈의 뇨룬"이라는 뜻의 "드라움뇨른"(Draum-Njǫrun)이 드베르그들의 언어로 밤을 의미한다고 되어 있다. 《신 에다》의 〈이름의 암송〉에도 같은 단어가 등장한다.

## 참고 자료
- Ásgeir Blöndal Magnússon (1989). Íslensk orðsifjabók. Orðabók Háskólans.
- Faulkes, Anthony (Trans.) (1995). Edda. Everyman. ISBN 0-460-87616-3
- Finnur Jónsson (1913). Goðafræði Norðmanna og Íslendinga eftir heimildum. Hið íslenska bókmentafjelag.
- Finnur Jónsson (1931). Lexicon poeticum. S. L. Møllers bogtrykkeri.
- Hopkins, Joseph (2012). "Goddesses Unknown I: Njǫrun and the Sister-Wife of Njǫrðr". The Retrospective Methods Network Newsletter; volume 5. pp. 39–44.
- Orchard, Andy (1997). Dictionary of Norse Myth and Legend. Cassell. ISBN 0-304-34520-2
- Sturtevant, Albert Morey (1952). "Regarding the Old Norse name Gefjon" as published in Scandinavian Studies; volume 24 (number 4, November). ISSN 0036-5637